# Daniel Rauch
Daniel Rauch (* 19. August 1923) war Fußballspieler in Wismar. Mit der BSG Motor spielte er 1951/52 in der Oberliga, der höchsten Spielklasse im DDR-Fußball.

## Sportliche Laufbahn
Daniel Rauch war zu Beginn der 1950er Jahre ein bekannter Spieler im Wismarer Fußball. Am 3. September 1950 stand er mit der SG Vorwärts Wismar in Erfurt im Finale um den Fußballpokal des Deutschen Sportausschusses. Wismar unterlag allerdings mit Rauch als Mittelstürmer dem Endspielgegner SG Lauscha mit 0:1. Anschließend wurde die SG Vorwärts in die Betriebssportgemeinschaft (BSG) Einheit Wismar umgewandelt und zur Fußballsaison 1950/51 zusammen mit dem Lokalrivalen BSG Anker in die neugeschaffene zweitklassige DDR-Liga eingestuft. Dort bestritt Rauch mit der BSG Einheit 16 der 18 ausgetragenen Punktspiele und wurde mit neun Treffern bester Torschütze seiner Mannschaft. Er wurde in der Regel ebenfalls wieder als Mittelstürmer eingesetzt. Als Tabellenvorletzter der Nordstaffel musste Einheit ein Entscheidungsspiel um den Klassenerhalt gegen den Tabellenvorletzten der Südstaffel Motor Nordhausen austragen, das mit 0:7 verloren wurde.
Nach dem Abstieg seiner Mannschaft wechselte Rauch zur Nachbargemeinschaft Motor (ehemals Anker), die den Aufstieg in die Oberliga, der höchsten Spielklasse im DDR-Fußball erreicht hatte. In der Oberligasaison 1951/52 absolvierte Rauch alle 36 Punktspiele, in denen er meistens wieder Mittelstürmer spielte, zeitweise aber auch auf dem rechten Angriffsflügel aufgeboten wurde. Mit zwölf Meisterschaftstoren war er erneut der treffsicherste Spieler seiner Mannschaft. Am Saisonende musste er abermals absteigen, Motor Wismar hatte nach 22 Niederlagen nur den Abstiegsplatz 17 erreicht.
Mit Beginn der DDR-Liga-Saison 1952/53 war Rauch bereits 29 Jahre alt. Nach wie vor zum Spielerstamm zählend, stand er in den ersten vier Punktspielen in der Ligamannschaft und hatte bereits wieder drei Tore erzielt. Im fünften Punktspiel wurde er in der 20. Minute so schwer verletzt, dass er bis zum Saisonende nicht mehr in der 1. Mannschaft eingesetzt werden konnte. Erst am 13. Spieltag der folgenden Saison 1953/54 kam er nach über einem Jahr wieder in einem DDR-Liga-Punktspiel für 30 Minuten zum Einsatz. Acht Spieltage später am 21. Februar 1954 kam er noch einmal für 33 Minuten in der DDR-Liga zum Einsatz, es war sein letztes Punktspiel für die Motor-Mannschaft. 1956 übernahm er das Training seiner alten Gemeinschaft Einheit Wismar, die nun in der viertklassigen Bezirksliga spielte.